# Арена Арда
«Аре́на А́рда», до 2018 года «Дру́жба» (болг. Дружба), — стадион в болгарском городе Кырджали. Расположен в парке Простор у бульвара Беломорски.
Располагает футбольным полем с натуральным покрытием площадью 105 на 68 метров и легкоатлетической дорожкой. Есть комментаторская будка, два входа. В 1980-е был оборудован индивидуальными пластиковыми сидениями (отчего вместимость снизилась до 15 тысяч).
Больше всего зрителей на стадионе было на встрече «Ботева» (тогда команда называлась «Тракия») и «Левски» («Спартак-Левски») в 1984 году — собралось около 30 тыс. любителей футбола. В 1990-е годы стадион запустел и к 2010 году находился в плачевном состоянии. Летом 2011 года начался ремонт сектора А и восстановление поля, однако предпринятых усилий оказалось недостаточно, клубу «Арда» приходилось играть домашние матчи в Ардино и Перпереке.
В январе 2015 года Министерство молодёжи и спорта выделяет средства на ремонт стадиона. Было заменено покрытие поля, обновлена дренажная система, установлена система полива, установлены 5500 пластиковых сидений. Отремонтировано административное здание и VIP-трибуна.
В 2018 году футбольный клуб «Арда» занял первое место в третьей лиге и впервые за долгие годы перешёл во профессиональную лигу «Б» Болгарского футбольного первенства. Это означает повышение требований к стадиону, на котором команда играет домашние игры. В частности, необходимо оборудовать несколько дополнительных тренировочных полей у стадиона. Подготовка к осуществлению этой реконструкции привела к скандалу — представители партии ГЕРБ обвинили администрацию общины Кырджали в попытке разбить парк Простор, в котором находится стадион, на 26 участков и застроить. Резко против таких планов выступил областной управитель Никола Чанев: «Как гражданин и представитель государства я категорически против дробления территории и превращения её в строительную площадку». Из администрации ответили, что планов застройки нет: выделение участков из парка необходимо для возведения трансформаторной станции и оборудования открытых спортивных площадок согласно требований, которые предъявляются к современным футбольным стадионам. Главный архитектор Кырджали Делин Заптаров в качестве успешного сосуществования футбольной инфраструктуры и городского парка привёл в пример стадион клуба «Берое» в парке Аязмото в Стара-Загоре. Позже на брифинге в администрации общины и кмет Хасан Азис лично подтвердил, что планов застроить парк или его часть у администрации нет, на брифинге он рассказал о необходимости оборудования стадиона дополнительным выходом и запасной дорогой для доступа спасательных служб.
Часть жителей города также выразили недовольство тем, что после реконструкции на стадионе больше нельзя заниматься бегом, как они привыкли ранее. В частности, они предлагали выпустить именные пропуски для пользования стадионом, когда он не занят под игры и тренировки футбольного клуба. Мэр Кырджали Хасан Азис обещал обеспечить доступ к беговым дорожкам, как только будет сменено их покрытие.
Билеты на игры ФК «Арда» на домашнем стадионе стоят от 2 левов (10 в секторе А под козырьком). Футбольный клуб принял решение бесплатно предоставлять места на трибунах пенсионерам, детям младше 10 лет и инвалидам.
Летом 2018 года было объявлено о переименовании стадиона «Дружба» в «Арена Арда», что должно символизировать его обновление после реконструкции; за предложение депутаты совета общины проголосовали единогласно.
В Кырджали есть ещё один стадион с футбольным полем — «Горубсо», однако он представляет собой игровое поле в окружении зарослей кустарника.